# غريغوري بي. جونسون
غريغوري بي. جونسون (بالإنجليزية: Gregory B. Johnson)‏ هو عازف بيانو أمريكي، ولد في 24 مارس 1951.